# 고호리카와 천황
고호리카와 천황(일본어: 後堀河天皇, 1212년 3월 22일 ~ 1234년 8월 31일)은 일본의 86대 천황(1221년 ~ 1232년)이었다. 호칭의 유래는 73대 천황 호리카와 천황(堀河天皇)에서 유래하였다. 휘는 도요히토(일본어: 茂仁)이다.
1221년, 조큐의 난으로 가마쿠라 막부는 고토바 천황의 혈통을 배척하려 했다. 따라서 주쿄 천황을 양위시키고 안토쿠 천황의 조카이자 다카쿠라 천황의 손자인 고호리카와 천황을 즉위시켰다.

## 가계도
- 조부 : 다카쿠라 천황
- 조모 : 시치조인(七条院) 후지와라노 타네코(藤原 殖子)
  - 백부 : 안토쿠 천황
  - 숙부 : 고토바 천황
    - 4촌 : 츠치미카도 천황
      - 5촌 조카 : 고사가 천황

    - 4촌 : 준토쿠 천황
      - 5촌 조카 : 주쿄 천황

  - 부군 : 모리사다 친왕(守貞 親王)
  - 모후 : 지묘인(후지와라노) 노부코(친시)(持明院(藤原) 陳子) (1173-1238) - 지묘인 모토이에(持明院 基家)의 딸
    - 첫째형 : 손세이 법친왕(尊性 法親王) (1194-1239)
    - 첫째누나 : 토시코(리시) 내친왕(利子 内親王) (1197-1251)
    - 둘째누나 : 오치치지노미야(押小路宮) 요쿠코(노시) 내친왕(能子 内親王) (1200-1245)
    - 셋째누나 : 모토코(혼시) 내친왕(本子 内親王) (?-1229)
    - 둘째형 : 토신 법친왕(道深 法親王) (1206-1249)
    - 넷째누나 : 안카몬인(安嘉門院) 쿠니코(호우시) 내친왕(邦子 内親王) (1209-1283)
      - 황후 : 안키몬인(鷹司院) 산죠(후지와라) 아리코(유시)(三条(藤原) 有子) (1207-1286) - 산죠 킨후사(三条 公房)의 딸
      - 중궁 : 타카츠카사인(鷹司院) 코노에(후지와라) 나가코(쵸시)(近衛（藤原）長子) (1218-1275) - 코노에 이에자네(近衛 家実)의 딸
      - 중궁 : 소헤키몬인(藻璧門院) 쿠죠(후지와라) 요시코(숀시)(九条(藤原) 竴子) (1209-1233) - 구조 미치이에(九条 道家)의 딸
        - 제1황자 : 미츠히토 친왕(秀仁 親王) - (시조 천황)
        - 제4황녀 : 코시 내친왕(皞子 内親王) (1232-1237)

      - 텐지 : 지묘인(후지와라)씨(持明院(藤原)氏) - 지묘인 이에요시(持明院 家行)의 딸
        - 제1황녀 : 키시 내친왕(暉子 内親王) (1228-1300)
        - 제2황녀 : 신센몬인(神仙門院) 타이시 내친왕(体子内親王) (1231-1301)

      - 텐지 : 쿠죠(후지와라)씨 (九条(藤原)氏) - 쿠죠 카네요시(九条 兼良)의 딸
        - 제3황녀 : 아키코 내친왕(昱子 内親王) (1231-1246)

## 같이 보기
- 일본 천황